# Robert Leffler (skådespelare)
Robert Leffler, född 19 januari 1866 i Scherleben, död 15 mars 1940 i Berlin, var en tysk skådespelare.

## Filmografi (urval)
- 1927 – Bara en danserska
- 1923 - Die Austreibung
- 1923 - Die Buddenbrooks
- 1923 - Wilhelm Tell
- 1922 - Der brennende Acker
- 1921 - Schloss Vogelöd